# Prix d'acceptabilité
 (septembre 2020).

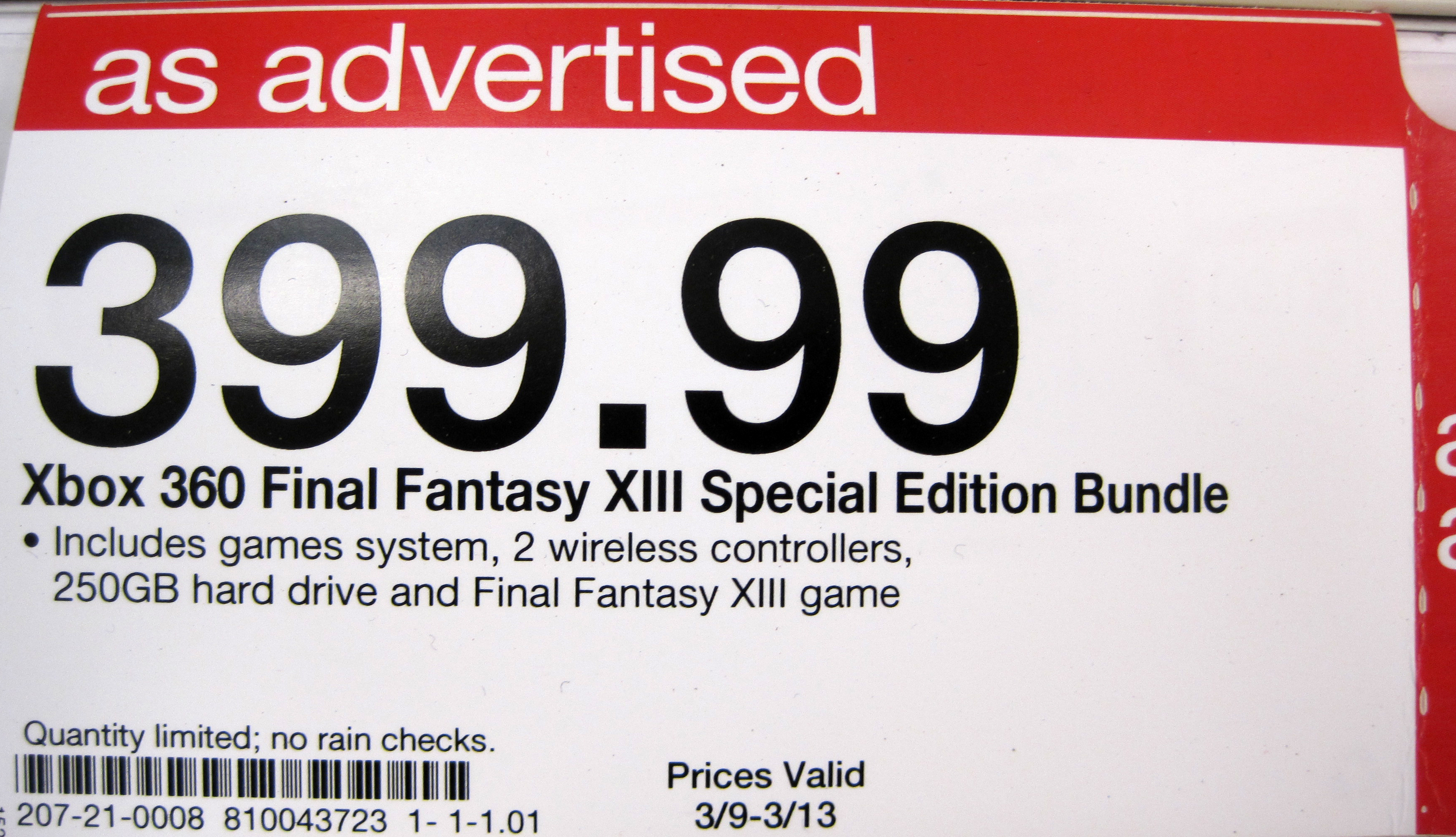
Exemple de prix d'acceptabilité

Le « prix d'acceptabilité » est, en marketing ou en merchandising, le prix réputé être accepté par le plus grand nombre de clients potentiels d'un bien ou d'un service donné. On l'appelle aussi « prix psychologique », mais cette notion est aussi utilisée pour désigner des techniques commerciales telles que :
- la fixation d'un «prix rond», censé augmenter l'attractivité d'un prix : Exemple : 1 000 euros, « tout à 5 euros !» ;
- la fixation d'un prix arrondi à une valeur inférieure, censé le faire apparaitre « moins cher » : 999 euros plutôt que 1.000 euros, 89,80 euros plutôt que 90 euros et plus, etc.

## Détermination du prix d'acceptabilité
Les entreprises s'efforcent de déterminer cette valeur par des études de marché, sondage, suivi de panel ou marché-test. Un questionnaire est établi et administré pour connaitre la façon dont les clients ou prospects modulent leur prix d'achat en fonction des fonctionnalités et du niveau de qualité relative perçus.
La plupart des clients positionnent leur prix d'achat à l'intérieur d'une certaine fourchette dite «zone d'acceptabilité», soit un intervalle compris entre :
Le prix minimum, prix en dessous duquel le client pense que le produit ne peut pas être de bonne qualité.
Le prix maximum, prix au-dessus duquel, aucun client n'est plus disposé à payer le produit.

## Utilisation du prix d'acceptabilité
À l'intérieur de la zone d'acceptabilité, le prix fixé est celui qui détermine en théorie :
- pour certains analystes la plus grande quantité vendue (recherche de part de marché)
- pour d'autres la recherche de la meilleure marge totale (recherche de la rentabilité: Marge totale= Qtés vendues X prix obtenu du marché).

### Incidence de l'élasticité des prix
En marketing, la politique de prix reste une décision complexe.
En effet - en fonction de l'élasticité-prix- baisser le prix peut déclencher une augmentation significative des volumes vendus, ainsi que du chiffre d'affaires, qui pour finir peut compenser largement la réduction de marge par unité vendue : il peut donc être plus intéressant financièrement de vendre moins cher si l'on vend plus d'unités.

### Incidence des imperfections de marché
Par contre, en cas d'entente oligopolistique, les prix de marché ont tendance à être fixés au-dessus du prix d'acceptabilité, dans la mesure où les vendeurs escomptent que l'élasticité-prix fera que les volumes vendus à ce prix resteront inchangés ou faiblement réduits.

### Incidence de la nouveauté d'un produit
En cas de lancement d'un produit ou bien nouveau - du fait de la méconnaissance relative du produit par les prospects- les perceptions de prix méritent d'être considérées avec beaucoup d'attention : Il s'agit de mettre en évidence d'éventuelles dimensions symboliques et représentations subjectives pouvant affecter les marchés et populations visés. En effet, l'analyse peut révéler chez les consommateurs -du fait de leurs revenus, leurs valeurs sociales ou leurs aspirations- l'existence de segments différenciés plus ou moins sensibles à tel ou tel niveau de prix.

### Incidence de la mode ou du mimétisme social
Voir en particulier les interférences pouvant être constatées dans les comportements de certains consommateurs :
- effet de démonstration.
- effet Veblen

### Incidence et contrôle du prix de revient
Dans tous les cas de figure, la notion de «prix d'acceptabilité» ne doit pas oublier celle de «prix de revient»
- Déterminer les coûts fixes et les coûts variables ; Les deux ensembles donnent le coût de revient; On ajoute la marge et on obtient le prix de vente.

On remarquera que ceci suppose souvent une démarche itérative puisqu'il est utile d'avoir une hypothèse réaliste des volumes vendus pour déterminer avec précision le prix de revient, le confronter avec le prix d'acceptabilité, ou le prix concurrentiel et donc statuer « in fine »valablement sur le seuil de rentabilité,